# Vince Vaughn
Vincent Anthony Vaughn (Minneapolis, Minnesota, 1970. március 28. –) amerikai színész, forgatókönyvíró, filmproducer és humorista.
Az 1980-as évek végén kezdte színészi pályafutását, eleinte kisebb szerepekkel, majd az 1996-ban bemutatott Bárbarátok című vígjáték-dráma hozta el számára a hírnevet. Az 1990-es évek folyamán feltűnt még a Mindent a győzelemért (1993), az Az elveszett világ: Jurassic Park (1997), a Visszatérés a Paradicsomba (1998) és a Psycho (1998) című filmekben is.
Bár A sejt (2000) és A vér kötelez (2001) című filmekben drámaibb szerepeket kapott, a 2000-es évektől főként vígjátékokban volt látható: Sulihuligánok (2003), Kidobós: Sok flúg disznót győz (2004), Ünneprontók ünnepe (2005), Szakíts, ha bírsz (2006), Télbratyó (2007) és Négy karácsony (2008). A 2010-es évek elején is folytatta a komédiázást A dilemma (2011), a Kertvárosi kommandó (2012) és a Gyakornokok (2013) című vígjátékokkal. Az évtized közepétől komolyabb hangvételű szerepei voltak A fegyvertelen katona (2016), a Büntető ököl (2017) és a Kegyetlen zsaruk (2018) című filmdrámákban.
Fontosabb televíziós alakítása volt 2015-ben A törvény nevében című bűnügyi drámasorozatban.

## Élete és pályafutása
Szülei 1991-ben elváltak. A Lake Forest középiskolába járt, ahol 1988-ban végzett. Még ugyanebben az évben egy Chevrolet reklámban kapott szerepet. Ez megtetszett neki, így Hollywoodba ment. 
1996-ban játszott a Bárbarátok című filmben, amiben meglátta Steven Spielberg, és megkereste, hogy vállaljon szerepet Az elveszett világ: Jurassic Park (1997) című filmben. Ezzel a filmmel indult el karrierje.

## Magánélete
2001 tavaszán egy bárban belekeveredett egy verekedésbe, amiért 250 dollárra bírságolták. 2005 és 2006 között Jennifer Anistonnal alkottak egy párt. Aniston a kapcsolat előtti nyáron vált el a férjétől, Brad Pitt-től. 2006-ban a pár szakított. 
2007-ben a Forbes magazin 25 millió dollárra becsülte a bevételét abban az évben.

## Filmográfia

### Film

#### Forgatókönyvíró és producer
| Év   | Magyar cím                            | Eredeti cím                  | Feladatkör | Feladatkör |
| Év   | Magyar cím                            | Eredeti cím                  | Író        | Producer   |
| ---- | ------------------------------------- | ---------------------------- | ---------- | ---------- |
| 2001 | Pofozó pénzmosók                      | Made                         | Nem        | Igen       |
| 2006 | Szakíts, ha bírsz                     | The Break-Up                 | Sztori     | Igen       |
| 2007 | Télbratyó                             | Fred Claus                   | Nem        | Koproducer |
| 2009 | Páros mellékhatás                     | Couples Retreat              | Igen       | Igen       |
| 2011 | A dilemma                             | The Dilemma                  | Nem        | Igen       |
| 2013 | Gyakornokok                           | The Internship               | Igen       | Igen       |
| 2016 |                                       | Term Life                    | Nem        | Igen       |
| 2022 |                                       | Christmas with the Campbells | Igen       | Igen       |
| 2022 | Egy új karácsonyi történet (tévéfilm) | A Christmas Story Christmas  | Nem        | Igen       |

#### Színész
| Év   | Magyar cím                          | Eredeti cím                           | Szerep                     | Magyar hang          | Rendező                 |
| ---- | ----------------------------------- | ------------------------------------- | -------------------------- | -------------------- | ----------------------- |
| 1993 | Mindent a győzelemért               | Rudy                                  | Jamie O'Hara               |                      | David Anspaugh          |
| 1996 | Bárbarátok                          | Swingers                              | Trent Walker               | Haás Vander Péter    | Doug Liman (1.)         |
| 1997 | Az elveszett világ: Jurassic Park   | The Lost World: Jurassic Park         | Nick Van Owen              | Széles László        | Steven Spielberg        |
| 1997 | A jövevény                          | Locusts                               | Clay Hewitt                |                      | John Patrick Kelley     |
| 1998 | Az otthon hidege                    | A Cool Dry Place                      | Russ Durrell               |                      | John N. Smith           |
| 1998 | Visszatérés a Paradicsomba          | Return to Paradise                    | John 'Seriff' Volgecherev  | Selmeczi Roland      | Joseph Ruben            |
| 1998 | Agyaggalamb                         | Clay Pigeons                          | Laster Long                | Zámbori Soma         | David Dobkin (1.)       |
| 1998 | Psycho                              | Psycho                                | Norman Bates               | Holl Nándor          | Gus Van Sant            |
| 2000 | Kelet vadnyugat                     | South of Heaven, West of Hell         | Taylor Henry               | Lux Ádám             | Dwight Yoakam           |
| 2000 | A sejt                              | The Cell                              | Peter Novak FBI-ügynök     | Szabó Sipos Barnabás | Tarsem Singh            |
| 2000 | Zsaroló a zsánerem                  | The Prime Gig                         | Pendelton "Penny" Wise     |                      | Gregory Mosher          |
| 2001 | Pofozó pénzmosók                    | Made                                  | Ricky Slade                | Lux Ádám             | Jon Favreau             |
| 2001 | Zoolander, a trendkívüli            | Zoolander                             | Luke Zoolander (caemo)     | nem szólal meg       | Ben Stiller             |
| 2001 | A vér kötelez                       | Domestic Disturbance                  | Rick Barnes / Jack Parnell | Kőszegi Ákos         | Harold Becker           |
| 2003 | Pauly Shore halott                  | Pauly Shore Is Dead                   | önmaga                     | Bácskai János        | Pauly Shore             |
| 2003 | Sulihuligánok                       | Old School                            | Bernard 'Beanie' Campbel   | Crespo Rodrigo       | Todd Phillips (1.)      |
| 2003 | Végzetes rajongás                   | I Love Your Work                      | Stiev                      |                      | Adam Goldberg           |
| 2003 |                                     | Blackball                             | Rick Schwartz              |                      | Mel Smith               |
| 2004 | Starsky és Hutch                    | Starsky & Hutch                       | Reese Feldman              | Kassai Károly        | Todd Phillips (2.)      |
| 2004 | Kidobós: Sok flúg disznót győz      | Dodgeball: A True Underdog Story      | Peter La Fleur             | Haás Vander Péter    | Rawson Marshall Thurber |
| 2004 | A híres Ron Burgundy legendája      | Anchorman: The Legend of Ron Burgundy | Wes Mantooth               | Bozsó Péter          | Adam McKay (1.)         |
| 2004 |                                     | Wake Up, Ron Burgundy: The Lost Movie | Wes Mantooth               |                      | Adam McKay (2.)         |
| 2004 | Paparazzi                           | Paparazzi                             | önmaga                     |                      | Paul Abascal            |
| 2005 | Ujj-függő                           | Thumbsucker                           | Mr. Geary                  | Oberfrank Pál        | Mike Mills              |
| 2005 | Csak lazán!                         | Be Cool                               | Raji                       | Dörner György        | F. Gary Gray            |
| 2005 | Mr. és Mrs. Smith                   | Mr. & Mrs. Smith                      | Eddie                      | Kassai Károly        | Doug Liman (2.)         |
| 2005 | Ünneprontók ünnepe                  | Wedding Crashers                      | Jeremy Grey                | Kassai Károly        | David Dobkin (2.)       |
| 2006 | Szakíts, ha bírsz                   | The Break-Up                          | Gary Grobowski             | Haás Vander Péter    | Peyton Reed             |
| 2007 | Út a vadonba                        | Into the Wild                         | Wayne Westerberg           | Bognár Zsolt         | Sean Penn               |
| 2007 | Télbratyó                           | Fred Claus                            | Fred Claus                 | Haás Vander Péter    | David Dobkin (3.)       |
| 2008 | Négy karácsony                      | Four Christmases                      | Brad                       | Haás Vander Péter    | Seth Gordon             |
| 2009 | Páros mellékhatás                   | Couples Retreat                       | Dave                       | Haás Vander Péter    | Peter Billingsley (1.)  |
| 2011 | A dilemma                           | The Dilemma                           | Ronny Valentine            | Haás Vander Péter    | Ron Howard              |
| 2012 | Kertvárosi kommandó                 | The Watch                             | Bob McAllister             | Haás Vander Péter    | Akiva Schaffer          |
| 2012 |                                     | Lay the Favorite                      | Rosie                      |                      | Stephen Frears          |
| 2013 | Gyakornokok                         | The Internship                        | Billy McMahon              | Haás Vander Péter    | Shawn Levy              |
| 2013 | A te eseted                         | A Case of You                         | Alan                       | Kárpáti Levente      | Kat Coiro               |
| 2013 | Elpuskázva                          | Delivery Man                          | David Wozniak              | Haás Vander Péter    | Ken Scott (1.)          |
| 2013 | Ron Burgundy: A legenda folytatódik | Anchorman 2: The Legend Continues     | Wes Mantooth (cameo)       | Bozsó Péter          | Adam McKay (3.)         |
| 2015 | Üzlet bármi áron                    | Unfinished Business                   | Daniel 'Dan' Trunkman      | Haás Vander Péter    | Ken Scott (2.)          |
| 2016 |                                     | Term Life                             | Nick Barrow                |                      | Peter Billingsley (2.)  |
| 2016 | A fegyvertelen katona               | Hacksaw Ridge                         | Howell őrmester            | Szabó Sipos Barnabás | Mel Gibson              |
| 2017 | Büntető ököl                        | Brawl in Cell Block 99                | Bradley Thomas             | Kamarás Iván         | S. Craig Zahler (1.)    |
| 2018 | Kegyetlen zsaruk                    | Dragged Across Concrete               | Anthony Lurasetti          | Szabó Sipos Barnabás | S. Craig Zahler (2.)    |
| 2019 | Családi bunyó                       | Fighting with My Family               | Hutch Morgan               | Szabó Sipos Barnabás | Stephen Merchant        |
| 2019 | Családi bunyó                       | Fighting with My Family               | Hutch Morgan               | Kassai Károly        | Stephen Merchant        |
| 2019 | Jean Seberg minden rezdülése        | Seberg                                | Carl Kowalski              | Lux Ádám             | Benedict Andrews        |
| 2020 | Az arkansasi drogfutárok            | Arkansas                              | Frog                       |                      | Clark Duke              |
| 2020 |                                     | The Binge                             | Carleson igazgató          |                      | Jeremy Garelick         |
| 2020 | Freaky                              | Freaky                                | Barney Garris              | Fekete Ernő          | Christopher Landon      |
| 2021 |                                     | North Hollywood                       | Oliver                     |                      | Mikey Alfred            |
| 2021 | Kuponkirálynők                      | Queenpins                             | Simon Kilmurray            | Csankó Zoltán        | Aron Gaudet             |
| 2021 | Kuponkirálynők                      | Queenpins                             | Simon Kilmurray            | Csankó Zoltán        | Gita Pullapilly         |
| 2025 | Nagyik                              | Nonnas                                | Joe Scaravella             | Kardos Róbert        | Stephen Chbosky         |

### Televízió
| Év        | Magyar cím                         | Eredeti cím                 | Szerep                          | Megjegyzések                                |
| --------- | ---------------------------------- | --------------------------- | ------------------------------- | ------------------------------------------- |
| 1989      |                                    | China Beach                 | sofőr                           | 1 epizód                                    |
| 1989      |                                    | 21 Jump Street              | Bill Peterson                   | 1 epizód                                    |
| 1990      |                                    | ABC Afterschool Specials    | Jason                           | 1 epizód                                    |
| 1990–1991 |                                    | CBS Schoolbreak Special     | Richard / Steve Guarino / Steve | 3 epizód                                    |
| 1992      |                                    | Doogie Howser, M.D.         | Mark                            | 1 epizód                                    |
| 1998      |                                    | Mr. Show with Bob and David | Sheep Dog                       | 1 epizód                                    |
| 1998      | Herkules                           | Hercules                    | Loki (hangja)                   | 1 epizód                                    |
| 1998      |                                    | The Larry Sanders Show      | önmaga (házigazda)              | 1 epizód                                    |
| 1998–2013 | Saturday Night Live                | Saturday Night Live         | önmaga (házigazda)              | 2 epizód                                    |
| 2000      | Szex és New York                   | Sex and the City            | Keith Travers                   | 1 epizód                                    |
| 2001      |                                    | Going to California         | Gavin Toe                       | 1 epizód                                    |
| 2013      |                                    | Pursuit of the Truth        | önmaga (házigazda)              | 10 epizód, producer                         |
| 2015      | True Detective – A törvény nevében | True Detective              | Frank Semyon                    | 8 epizód                                    |
| 2018      | Csé, mint család                   | F is for Family             | Chet Stevenson (hangja)         | 8 epizód, vezető producer                   |
| 2020      | Félig üres                         | Curb Your Enthusiasm        | Fred Funkhouser                 | - 4 epizód - magyar hangja: - Csankó Zoltán |
| 2021      |                                    | Immoral Compass             | Owen                            | - 1 epizód                                  |
| 2024      | Carl Hiaasen: Rossz majom          | Bad Monkey                  | Andrew Yancy                    | főszereplő és vezető producer               |

## Díjak és jelölések
2006
- People's Choice Awards, USA Favorite On-Screen Match-Up for: Wedding Crashers (2005)
- MTV Movie Awards Best On-Screen Team for: Wedding Crashers (2005)
- Teen Choice Awards Movies - Choice Chemistry for: The Break-Up (2006)
- ShoWest Convention: Special Award - Comedy Star of the Year (2006)

2007
- 33rd People's Choice Awards: Favorite Leading Man
- Spike TV's First Annual "Guys Choice" Guy Movie Hall of Fame" for Swingers